# オートパラメトリック励振
オートパラメトリック励振（ - れいしん、英名：autoparametric resonance ）は非線形振動の一種で、主系と副系の2つ、もしくはそれ以上の数から構成される振動系において、特定の条件下で発生する。その際、副系が加振されていなくとも、主系の加振のエネルギーが非線形連成項を通して副系に移行し、結果として副系の振幅が0でない値をとる。オートパラメトリック共振と呼ぶこともある。
ガスの高速輸送の際にパイプが励振されたり、飛行機の翼まわりの空気の乱流が原因で翼が励振されるなどの発生例があり、多くの機械系の設計において考慮する必要がある。

## 特徴
Tondlらによるとオートパラメトリック励振は以下の四つの特徴を有する。
1. オートパラメトリック励振系は少なくとも主系（座標{\displaystyle x},{\displaystyle {\frac {dx}{dt}}}）と副系（座標{\displaystyle y_{i}},{\displaystyle {\frac {dy_{i}}{dt}}}）の二つから構成され、これらの系は非線形連成している。
2. オートパラメトリック励振系は準自明解({\displaystyle x^{2}+{\dot {x}}^{2}\neq 0}, {\displaystyle y_{i}(t)={\dot {y_{i}}}(t)=0}, {\displaystyle i=1,2,\cdots ,n})をもつ
3. 準自明解はある加振振動数区間において不安定となる。
4. 上記の準自明解の不安定区間において、主系の振動は副系にとって加振に相当し、非自明解({\displaystyle x^{2}+{\dot {x}}^{2}\neq 0}, {\displaystyle y^{2}+{\dot {y}}^{2}\neq 0} , {\displaystyle i=1,2,\cdots ,n})が発生する。

この現象をオートパラメトリック励振と呼ぶ。